# 特马拉
特马拉（阿拉伯语：تمارة，柏柏尔语：ⵜⴻⵎⴰⵔⴰ,法语：Témara）是摩洛哥西部的一座城市，1130年由穆瓦希德的苏丹阿卜杜勒·慕敏建立。
特马拉有很多海滩。

## 友好城市
- 法國 圣日耳曼昂莱